# José Enrique Díaz Chávez
José Enrique Díaz Chávez (Tupambaé, Cerro Largo, 17 de enero de 1932-Montevideo, 4 de julio de 2025) fue un abogado y político uruguayo. Fue Ministro del Interior desde marzo de 2005, al tomar Tabaré Vázquez posesión como presidente, hasta 2007. Fue cofundador del Frente Amplio y junto a José Pedro Cardoso firmó los documentos que integraban al Partido Socialista al Frente Amplio.

## Biografía
En su juventud fue militante del Partido Socialista, así como también Secretario General de la Federación de Estudiantes del Interior y dirigente de la Federación de Estudiantes Universitarios del Uruguay (FEEU), por la cual participó en el Congreso Mundial de  Estudiantes en 1957 en Nigeria.
Es egresado de la Facultad de Derecho de la Universidad de la República con el título de Doctor en Derecho (Abogado Laborista).
En épocas de dictadura se debió exiliar hacia Argentina porque era militante de izquierda y allí revalidó su título de abogado. Años más tarde al establerse una Dictadura también en Argentina, se exilió a España donde nuevamente revalidó su título de abogado. Durante su exilio representó al Partido Socialista en varios países participando así en numerosos eventos internacionales.
Luego de la dictadura, regresó de su exilio en España y fue elegido diputado en los años 1984 y 1989 y desde entonces ha tenido cargos como por ejemplo fue vicepresidente de la Cámara de Representantes, director general del Instituto «Fernando Otorgués» del Frente Amplio y presidente de la Fundación «Vívian Trías» que él mismo ayudó a fundar en el año 1995. 
Cuando Tabaré Vázquez asumió el 1 de marzo del 2005 fue designado como Ministro del Interior. Presentó una ley llamada de Humanización y Modernización del Sistema Carcelario, que buscaba mejorar las condiciones de reclusión, y liberó anticipadamente a algunos presos.
Esto le valió muchos contratiempos con la oposición. El Ministerio defendió la medida señalando que se había detenido el número de delitos cometidos, como primer paso hacia su reducción.
El 1 de marzo de 2007 anunció su retiro, por su propia iniciativa, del Ministerio que ocupaba, a hacerse efectivo en los próximos días, siendo sustituido por la diputada Daisy Tourné, la primera mujer en ocupar la titularidad de dicha cartera. Se retiró de dicho cargo el 8 de marzo, junto con su subsecretario (viceministro) Juan Faroppa. 